# Pulicaria wightiana
Pulicaria wightiana là một loài thực vật có hoa trong họ Cúc. Loài này được C.B.Clarke miêu tả khoa học đầu tiên.